# Aedes hopkinsi
Aedes hopkinsi är en tvåvingeart som beskrevs av Edwards 1936. Aedes hopkinsi ingår i släktet Aedes och familjen stickmyggor. Inga underarter finns listade i Catalogue of Life.